# Coupe du Golfe des clubs champions 2011
Navigation
2009-2010 2012
La Coupe du golfe des clubs champions 2011 est la 26e édition de la Coupe du golfe des clubs champions. Douze équipes, qualifiées par le biais de leur championnat national, disputent le tournoi, qui est organisé en deux phases. Lors de la première, les formations sont réparties en quatre poules de trois; les deux premiers de chaque poule se qualifient pour la phase finale, qui est jouée sous forme de tableau, avec quarts (disputés sur un match unique) puis demi-finales et finale en matchs aller et retour. 
L'absence des clubs saoudiens cette année a permis au Koweït et aux Émirats arabes unis d'obtenir un troisième représentant pour cette édition 2011. Autre nouveauté par rapport à la compétition précédente, l'ajout des quarts de finale, qui permet donc à 8 des 12 clubs engagés de disputer la phase finale.
C'est à nouveau un club émirati, Al Shabab Dubaï, qui s'impose en finale face à un autre club des Émirats, Al Ahly Dubaï. C'est le deuxième titre de l'histoire du club dans la compétition, après leur succès en 1992.

## Équipes participantes
- Kazma Sporting Club - 4e du championnat du Koweït 2009-2010
- Al Arabi Koweit - 5e du championnat du Koweït 2009-2010
- Al-Salmiya SC - 6e du championnat du Koweït 2009-2010
- Al Shabab Dubaï - 7e du championnat des Émirats arabes unis 2009-2010
- Al Ahly Dubaï - 8e du championnat des Émirats arabes unis 2009-2010
- Al Dhafra - 9e du championnat des Émirats arabes unis 2009-2010
- Dhofar Club - 2e du championnat d'Oman 2009-2010
- Saham Club - Vainqueur de la Coupe d'Oman 2009
- Al Arabi Doha - 3e du championnat du Qatar 2009-2010
- Al Kharitiyath Sports Club - 6e du championnat du Qatar 2009-2010
- Al Ahli Manama - Champion de Bahreïn 2009-2010
- Riffa Club - 3e du Bahreïn 2009-2010

## Compétition

### Première phase

#### Groupe A
| Rang | Équipe          | Pts | J | G | N | P | Bp | Bc | Diff |  | Résultats (▼ dom., ► ext.) |     |     |     |
| ---- | --------------- | --- | - | - | - | - | -- | -- | ---- |  | -------------------------- | --- | --- | --- |
| 1    | Al Shabab Dubaï | 9   | 4 | 3 | 0 | 1 | 4  | 1  | +3   |  | Al Shabab Dubaï            |     | 1-0 | 0-1 |
| 2    | Riffa Club      | 4   | 4 | 1 | 1 | 2 | 3  | 5  | -2   |  | Riffa Club                 | 0-2 |     | 1-0 |
| 3    | Al-Salmiya SC   | 4   | 4 | 1 | 1 | 2 | 3  | 4  | -1   |  | Al-Salmiya SC              | 0-1 | 2-2 |     |

#### Groupe B
| Rang | Équipe        | Pts | J | G | N | P | Bp | Bc | Diff |  | Résultats (▼ dom., ► ext.) |     |     |     |
| ---- | ------------- | --- | - | - | - | - | -- | -- | ---- |  | -------------------------- | --- | --- | --- |
| 1    | Al Arabi Doha | 9   | 4 | 3 | 0 | 1 | 7  | 6  | +1   |  | Al Arabi Doha              |     | 1-0 | 5-1 |
| 2    | Al Dhafra     | 7   | 4 | 2 | 1 | 1 | 12 | 3  | +9   |  | Al Dhafra                  | 5-0 |     | 6-1 |
| 3    | Saham Club    | 1   | 4 | 0 | 1 | 3 | 3  | 13 | -10  |  | Saham Club                 | 0-1 | 1-1 |     |

#### Groupe C
| Rang | Équipe                     | Pts | J | G | N | P | Bp | Bc | Diff |  | Résultats (▼ dom., ► ext.) |     |     |     |
| ---- | -------------------------- | --- | - | - | - | - | -- | -- | ---- |  | -------------------------- | --- | --- | --- |
| 1    | Kazma Sporting Club        | 12  | 4 | 4 | 0 | 0 | 5  | 1  | +4   |  | Kazma Sporting Club        |     | 1-0 | 1-0 |
| 2    | Dhofar Club                | 6   | 4 | 2 | 0 | 2 | 7  | 6  | +1   |  | Dhofar Club                | 1-2 |     | 4-2 |
| 3    | Al Kharitiyath Sports Club | 0   | 4 | 0 | 0 | 4 | 3  | 7  | -4   |  | Al Kharitiyath Sports Club | 0-1 | 1-2 |     |

#### Groupe D
| Rang | Équipe                 | Pts | J | G | N | P | Bp | Bc | Diff |  | Résultats (▼ dom., ► ext.) |     |     |
| ---- | ---------------------- | --- | - | - | - | - | -- | -- | ---- |  | -------------------------- | --- | --- |
| 1    | Al Ahly Dubaï          | 6   | 2 | 2 | 0 | 0 | 3  | 1  | +2   |  | Al Ahly Dubaï              |     | 1-0 |
| 2    | Al Arabi Koweit        | 0   | 2 | 0 | 0 | 2 | 1  | 3  | -2   |  | Al Arabi Koweit            | 1-2 |     |
| 3    | Al Ahli Manama forfait |     |   |   |   |   |    |    |      |  |                            |     |     |

### Phase finale

#### Quarts de finale
| Équipe 1            | Résultat      | Équipe 2        |
| ------------------- | ------------- | --------------- |
| Al Dhafra           | 1 - 3         | Al Ahly Dubaï   |
| Al Arabi Doha       | 0 - 2         | Al Arabi Koweit |
| Al Shabab Dubaï     | 4 - 0         | Dhofar Club     |
| Kazma Sporting Club | 2 - 2 4-3 tab | Riffa Club      |

#### Demi-finales
- Les demi-finales sont programmées les 27 et 29 septembre 2011 (aller) et 18 et 19 octobre 2011 (retour).

| Équipe 1            | Résultat | Équipe 2        | Aller | Retour |
| ------------------- | -------- | --------------- | ----- | ------ |
| Kazma Sporting Club | 1-2      | Al Ahly Dubaï   | 0-1   | 1-1    |
| Al Shabab Dubaï     | 4-3      | Al Arabi Koweit | 2-2   | 1-2    |

#### Finale
| Équipe 1      | Résultat | Équipe 2        | Aller | Retour |
| ------------- | -------- | --------------- | ----- | ------ |
| Al Ahly Dubaï | 3-4      | Al Shabab Dubaï | 3-2   | 0-2    |